# Alexandre Zinoview
Pour les articles homonymes, voir Zinoviev.
Alexandre Zinoview dit Zino est un peintre russe et français de la première moitié du XXe siècle, également  agent secret de l'Okhrana de 1908 à 1917.
Son œuvre éclectique, que l'on peut admirer notamment à l'Historial de la Grande Guerre de Péronne, au musée des Années Trente, à la Manufacture de Roubaix et au Musée de la Grande Guerre de Meaux, prend la forme de nombreuses peintures et gravures, mais aussi de dessins, de décors de théâtre ou de gravures de mode.
Connu notamment pour son œuvre de dessinateur et décorateur pendant les Années folles, il a été récemment redécouvert comme un personnage singulier du Montparnasse des années 1910 et un peintre de guerre original de la Grande Guerre.
Zinoview fait en effet partie des nombreux artistes étrangers engagés à l'appel de Blaise Cendrars dans la Légion étrangère pour défendre leur patrie d'adoption. Il y servira pendant toute la durée de la guerre, notamment comme interprète auprès des troupes russes engagées en France.
Sans aucun privilège ou statut lié à son talent artistique, il combat parmi les soldats, par exemple sur le Chemin des Dames en 1917 lors de l'engagement du Corps expéditionnaire russe en France et rend compte, sur le champ de bataille, de son expérience par de nombreux dessins et tableaux qui dévoilent la vie intérieure complexe des soldats tout autant que leurs rudes conditions de vie matérielle.
Cette œuvre de guerre, conservée intégralement dans son fonds d'atelier par l'artiste de son vivant, de même que son journal du front, n'a pu être exposée et redécouverte que récemment et a donné lieu à des travaux historiques qui ont permis de reconstituer la trajectoire originale de l'artiste.

## L'apprentissage artistique et politique
Né en Russie en 1889, Alexandre Petrovitch Zolotarenko est le fils du chef d'orchestre du théâtre Korch de Moscou. Malgré le décès précoce de son père, en 1895, le jeune homme accomplit des études dans l'un des meilleurs établissements de la vieille capitale, le gymnase Mednikovskaïa. Il apprend notamment le français et l'allemand, et se fait remarquer pour son goût du dessin.
La guerre russo-japonaise frappe l'esprit du jeune homme, qui multiplie les dessins représentant des hommes en uniforme. Les quelques scènes de bataille qu'il a conservées voient apparaître pour la première fois l'un de ses motifs de prédilection, les volutes de fumée. Enfin, l'aquarelle "Héros de l'Extrême Orient" propose une critique d'ordre social. En effet, le jeune étudiant est aussi frappé par la violence qui enflamme le pays lors de la révolution de 1905. Portraits de militants, scènes de révolte, armes de poing et bombes pullulent dans ses cahiers.
Comme souvent dans le milieu intellectuel, ses sympathies vont aux marxistes du POSDR, dont il lit les brochures ; on le surprend aussi à quelques réunions plus ou moins clandestines. Or la répression tsariste connaît un pic et Zolotarenko attire sur lui l'œil de la police politique, l'Okhrana (Sécurité).
Entre janvier 1907 et octobre 1908, il subit plusieurs perquisitions, sans autre suite que des interrogatoires. Mais le 30 octobre 1908, le gouverneur de Moscou décide de son incarcération à la prison de Taganka (de), l'une des pires de la ville. Une série de dessins à l’encre noire narre son parcours de détenu, sa découverte de la vie quotidienne en détention et dévoile surtout un état d'esprit très sombre.
Entretemps, il est devenu agent secret de la Sécurité russe (nom de code "Senator") et a pris le pseudonyme de Zinoview (patronyme francisé). Sur ses œuvres antérieures à son travail sous couverture, sa signature a été supprimée ou altérée (sur les dessins, le coin inférieur droit est déchiré), pour protéger sa fausse identité selon Alexandre Sumpf
Sa connaissance du français justifie le choix de le faire passer en France pour gagner la confiance de l'exilé politique Vladimir Bourtzeff. Principal adversaire de la police politique du tsar, le socialiste-révolutionnaire s’est donné pour mission de démasquer ses agents. Méfiant, il diligente une enquête sur Zinoview.
Cependant, il ne sera jamais vraiment soupçonné avant la chute de l'Okhrana.

## Un peintre russe à Montparnasse
À Paris, Zinoview se fait passer pour révolutionnaire tout en s’aguerrissant en tant que peintre. Il s'installe cité Falguière en décembre 1908, fréquente les artistes russes et noue une relation étroite avec Berthold Mahn. Son salaire d’agent secret (500 francs) lui offre un train de vie plus aisé que nombre de ses camarades. Mais souvent, Zinoview doit rendre visite à sa cible et rédiger des rapports détaillés – conservés aujourd’hui dans le fonds du bureau parisien de l'Okhrana à la Hoover Library.
Zinovew se fait vite un nom dans le microcosme du Montparnasse bohème. Il y côtoie Picasso, Modigliani, et surtout Diego Rivera avec qui il se lie d'amitié. Il exécute en 1913 son portrait, tandis que le Mexicain lui fait l'honneur de son premier "portrait cubiste". Le style de Zinoview se nourrit de ces influences, saisit l'air du temps, sans jamais renier sa part d'originalité russe. Sa carrière prend son essor: il expose à Paris, Moscou et Saint Pétersbourg simultanément à partir de 1909. Au Salon des indépendants de 1911, il est dénoncé par Gil-Blas comme l'un de ces «fauves étrangers qui viennent de Kiew ou de Cincinnati, et qui colonisent Montparnasse.» Apollinaire remarque en Zinoview le portraitiste, dans ses comptes rendus du Salon des indépendants de 1913.

## Un peintre dans la Grande Guerre

### Un combattant russe sur le front français
Le 24 août, malgré l'invitation de Diego Rivera à le rejoindre aux Baléares, le peintre s’engage pour la durée de la guerre, laissant une lettre d'adieu à Bourtzeff qui sonne comme un demi aveu : "Je m'engage comme volontaire [...] Si je suis tué, ne vous moquez pas de moi : je vous ai toujours voulu du bien".
Il rejoint la Légion étrangère, fait ses classes au sein du bataillon C du 2e Régiment étranger, cantonné au camp de Mailly entre Marne et Aube. Le 18 octobre, l’unité part pour les tranchées de Craonnelle, dans l’Aisne. Il combat sur le front alors en première ligne, notamment comme mitrailleur. Avec Suippes en 1915, Auberive en 1916 et Thil en 1917, Zinoview reste sur le front de Champagne – une région qu’il finit par bien connaître à force de la sillonner à pied, en train, en ambulance ou même à moto.
Le 1er mars 1915, les autorités françaises imposent à tous les Russes mobilisables de combattre sur le front Ouest ou en Russie. On leur propose aussi de servir dans l’Ambulance russe patronnée par l’impératrice Alexandra et financée par les aristocrates russes de France. Les intellectuels sont surreprésentés dans ses cinq sections. Zinoview opte le 27 juillet 1915 pour la SSR no 2, il sert apparemment en tant qu’infirmier-interprète, peut-être en tant que chauffeur. En mai 1916, l’Ambulance russe se voit affectée au service sanitaire de la première brigade du Corps expéditionnaire russe en France (CERF), quelques milliers d'hommes débarqués fin avril à Marseille.
Zinoview arrive au camp de Mailly comme ambulancier sous uniforme français le 1er juin 1916;  début septembre, il se fait nommer interprète auprès du colonel Diakonov, qui commande le 2e régiment de la 1re Brigade. L’artiste s'éloigne un peu plus encore de la première ligne, il est promu en quelques semaines au grade d’adjudant,. Il porte la veste de sous-officier ornée des insignes de sa fonction, vit avec l’état-major et fait du tourisme dans les villages et les monuments ravagés par la guerre avec ses nouveaux amis officiers.

### Un art du montage
Zinoview a immédiatement documenté la guerre, a voulu se faire l’historien de sa guerre. Elle représente le thème central de sa création entre 1914 et 1918 ; surtout, l’artiste a sciemment constitué et soigneusement conservé un ensemble documentaire exceptionnel par sa richesse et sa qualité. Plus de 600 clichés photographiques, cinq carnets de guerre, une correspondance fournie, des articles de journaux collectés par le peintre et quelques militaria rendent sensible la guerre de Zinoview. Plusieurs lettres attestent l’intention de l’artiste de photographier la vie du front avec un automatique emporté dès le premier jour. Parfois, il recherche des effets de lumière ou de cadrage, travail préparatoire à des œuvres graphiques ; d'autres fois, il se focalise sur des camarades, leurs visages, certaines postures inopinées ; toujours, le décor dramatique de la guerre (ruines, casemates, tombes) est omniprésent. Avec les (auto)portraits de Zinoview et les cartes postales qu’il a achetées, ces images composent une exceptionnelle histoire visuelle subjective de la Grande Guerre.    
Son œuvre de guerre, composée sur le vif, évoque la vie quotidienne des tranchées, les fantasmes et les rêves des soldats autant que l'horreur des combats. En plein air, sous terre, de jour comme de nuit, les combattants sont soumis au rythme des saisons. L’épreuve imposée par les éléments aux corps est aussi physique que morale. Peindre les saisons permet d'un autre côté de relier la relier à l’ordre cosmique et de mettre à distance la réalité quotidienne. Zinoview compose parfois ses images de plusieurs fragments provenant d’espace-temps différents. Expression d’un univers qui explose, ce montage confronte le présent vécu, le passé individuel, l’histoire de l’humanité, la rêverie et une dimension spirituelle, afin de donner un sens à l’expérience de guerre. Zinoview place l’homme au cœur de son œuvre. Sa description des différents types de soldats insiste sur leurs nationalités, leurs fonctions et des situations caractéristiques. Il prend soin de détailler les tenues, les objets, les physionomies des étrangers volontaires ou coloniaux. Enfin, Zinoview associe montage et cadrages inspirés de sa pratique répétée de la photographie. Les figures en pied côtoient des visages en gros plan tronqués par les limites du support ou par d’autres motifs de la composition. 

### Une guerre qui n'en finit pas
La première Brigade russe participe à l'offensive Nivelle sur le flanc droit de la ligne d'attaque, juste au nord-ouest de Reims. Basés à Saint-Thierry et Thil, les Russes observent les positions allemandes renforcées autour du fort de Brimont.
La nouvelle de l’abdication de Nicolas II en Russie, intervenue le 15 mars, ne touche le CERF que début avril. Empêchés de former un comité, décimés par l’offensive, impatients de rentrer au pays faire la révolution, interdits de défiler le 1er mai, les Russes se rebellent. Zinoview, lui, a oublié ses idéaux de jeunesse : il ne se réjouit pas de la chute des Romanov, désapprouve le désordre régnant au Corps expéditionnaire, raille « les nouvelles "libertés" » et les soldats jouant à la révolution. Les mutineries des combattants français qui font suite à l’hécatombe du Chemin des Dames n’ont aucun rapport, mais les Français décident de déporter le CERF dans la Creuse. Au camp de La Courtine, les soldats prennent le pouvoir en juillet. Zinoview fait partie des 400 loyalistes du 2e régiment qui partent alors avec la 3e Brigade s’installer au camp de Felletin. Il ne subit donc pas l’écrasement de la mutinerie les 16-18 septembre, et ne participe pas aux combats entre Russes.
En octobre 1917, alors que le Corps expéditionnaire vit ses dernières heures, le passé de Zinoview remonte à la surface. Une commission d’enquête sur l’Okhrana, dépêchée de Petrograd début août 1917, croit comprendre qu’il continue à percevoir « son salaire d’agent secret » sur le front. Quoi qu'il en soit, à la fin du mois, son pseudonyme, son vrai nom et ses noms de code sont révélés en Russie dans Les Nouvelles de la Bourse. L’information paraît le 24 septembre dans Le Soldat-citoyen, le périodique distribué au Corps expéditionnaire. Menacé, Zinoview doit fuir le camp du Courneau (Gironde) où ont été transférés les loyalistes : dans un aveu écrit, il demande à rejoindre la Légion. Il ne retournera plus au front. Le 24 novembre, on l’hospitalise à l’Hôtel-Dieu de Lyon, apparemment pour soigner des problèmes cardiaques. Il dessine alors beaucoup et participe aux manifestations philanthropiques de la bonne société lyonnaise.
L'œuvre de guerre de Zinoview connaît un tournant patriotique. Ses œuvres exaltent la guerre de la Légion, sans perdre sa touche personnelle. Surtout, il est enfin reconnu comme artiste et suscite l'intérêt pour sa trajectoire de combattant qui a su créer dans les conditions acrobatiques du front, loin du confort offert aux peintres officiels en mission aux armées. C'est en tant que peintre qu'il parvient à se faire sélectionner pour partir en tournée outre-Atlantique. En compagnie d'une centaine de légionnaires, il représente la France tout l’automne 1918 dans plus de 20 cités américaines au fil d’une épuisante campagne de propagande en faveur du 4e emprunt de la Liberté. À Washington, il est reçu avec ses camarades à la Maison Blanche par Woodrow Wilson: on le distingue clairement dans un montage d'archives filmiques consacré au Président américain (10'44). C’est à Montréal que Zinoview apprend l’armistice du 11 novembre, avant de rentrer début décembre en France. Le 7 février 1919, le décret libérant les engagés volontaires lui permet enfin de revenir à la vie civile. Achevant son quatrième carnet à la fin octobre 1918, à Fort Totten, le soldat s’avouait en désarroi profond : « Tout a changé, la vie d’autrefois n’est plus possible. Suis-je prêt à ce changement ? Quels sont mes projets ? (…) Oublier le passé et ne plus penser à l’avenir. Je ne veux de mal à personne, je demande aux autres de prêter attention à moi que dans la mesure où mon don d’artiste est talentueux. » Retrouver la paix alors que sa carrière en plein essor a été freinée par la guerre, et que sa double identité a été dévoilée, est une nouvelle épreuve pour Zinoview.

## Un artiste éclectique de l'Après Guerre

### Un maître dumusic-halldes années folles
Malgré tout, il reprend sa vie d'artiste au sein d'un Montparnasse qui s'intéresse de plus en plus aux arts du spectacle et aux arts décoratifs. Son style slave et son imagination lui assurent un grand succès. Il devient "Zino", l'un des dessinateurs les plus en vogue des costumes et décors de music-hall pour les Folies Bergère ou le Casino de Paris. Fréquentant les milieux de la haute couture et du luxe, il dessine également de nombreuses gravures de mode. Parallèlement, il poursuit son œuvre picturale, notamment comme portraitiste.

### Une retraite intérieure
Décorateur, il se tourne dans les années 1930 vers la création de grands ensembles picturaux réalistes, notamment le dancing du Palais Berlitz, sur le Boulevard des Italiens, réalisé n 1938. Il dessine également des flacons de parfum, ou invente une machine pour concevoir des décors de théâtre. Il est naturalisé Français en 1938. Sa peinture des années 1930, illuminée de bleu de Prusse, se remplit peu à peu de symboles.
Après la Seconde Guerre mondiale, il s'éloignera des thèmes réalistes ainsi que du monde du spectacle et de la mode, et sa peinture se fera de plus en plus intérieure. Les personnages se font rares, et les objets de l'atelier de l'artiste : bibelots, mannequins, statues, deviennent les éléments d'un décor de théâtre déserté . Retiré du monde des avant-gardes artistiques, il s'installe vers 1950 dans le sud de la France et peint jusqu'à la fin de sa vie, approfondissant son parcours pictural original et éclectique qui l'aura vu mettre à profit des techniques très diverses dans des contextes très différents, en se renouvelant en permanence autour de quelques constantes : un dessin très expressif et un goût confirmé pour la mise en scène.

## Hommages et expositions
- Le Musée de la Légion Étrangère d'Aubagne a inauguré en juin 2018, une nouvelle exposition : « Zinoview - Cendrars : regards croisés de deux légionnaires sur la Grande Guerre » mettant en regard l’œuvre de guerre des deux artistes passés par la Légion Étrangère[24].
- Un livre d'art confrontant l’œuvre picturale de Zinoview et les écrits de Blaise Cendrars sur la Grande Guerre, intitulé Zinoview / Cendrars, Regards croisés d'un peintre et d'un écrivain, sous la direction de Patrick Carantino (Somogy, 2018), a été publié en juin 2018 à l'occasion de cette exposition[25].
- Une exposition consacrée à son œuvre de guerre s'est tenue à l'Historial de la Grande Guerre de Péronne, du 18 mai au 10 décembre 2017[26].
- Un ouvrage intitulé  Zinoview Alexandre - Un peintre russe sur le front français (1914-1918), Collectif, sous la direction de Alexandre Sumpf et Cécile Pichon-Bonin (Alternatives, coll. Monographies, 2017) rend hommage à travers des travaux universitaires à l'originalité de cette œuvre de guerre[27].
- Une rétrospective a été consacrée à l'ensemble de l'œuvre de Zinoview à Amiens, au Centre culturel de la Somme, en 1990[28].
- La version intégrale des carnets de guerre conservés par Zinoview est accessible en ligne sur le site Prozhito (ru).